# We Weren't Born to Follow
We Weren't Born to Follow è una canzone della rock band statunitense Bon Jovi, primo singolo dall'album The Circle. Ha debuttato nelle radio statunitensi il 17 agosto 2009. La canzone è stata scritta da Jon Bon Jovi e Richie Sambora. Il 10 ottobre 2009 è stato pubblicato sul sito della band il video ufficiale. In Italia ha raggiunto la posizione numero 5 in classifica.
Di questo brano esistono due diverse versioni: la versione originale, estratta come singolo nell'agosto 2009, conteneva un assolo centrale che è stato giudicato "poco samboriano" da parte dei fan dello stesso Sambora. Dopo svariate proteste, il chitarrista ha riscritto la parte incriminata, che è stata inclusa nell'album come versione definitiva.